# S.O.S. Meteore
S.O.S. Meteore (in francese S.O.S. Météores) è il quinto racconto e ottavo album della serie a fumetti dedicata a Blake e Mortimer, scritto e disegnato da Edgar P. Jacobs.
È stato pubblicato in tavole settimanali su Le Journal de Tintin dall'8 gennaio 1958 al 22 aprile 1959. Venne quindi pubblicato come album nel settembre 1959 con le Éditions du Lombard con il sottotitolo Mortimer a Parigi, poi ristampato nel settembre 1989 con le Editiòns Blake et Mortimer. La storia è stata tradotta in quasi dieci lingue ed è stata adattata a dramma radiofonico e ad un cartone animato.
È la prima volta che Edgar P. Jacobs ambienta un'avventura di Blake e Mortimer in Francia . La parte intrigante della storia è la fantascienza sullo sfondo della guerra fredda con il tema della manipolazione del clima da parte di uno scienziato, sotto gli ordini di una potenza straniera.

## Trama

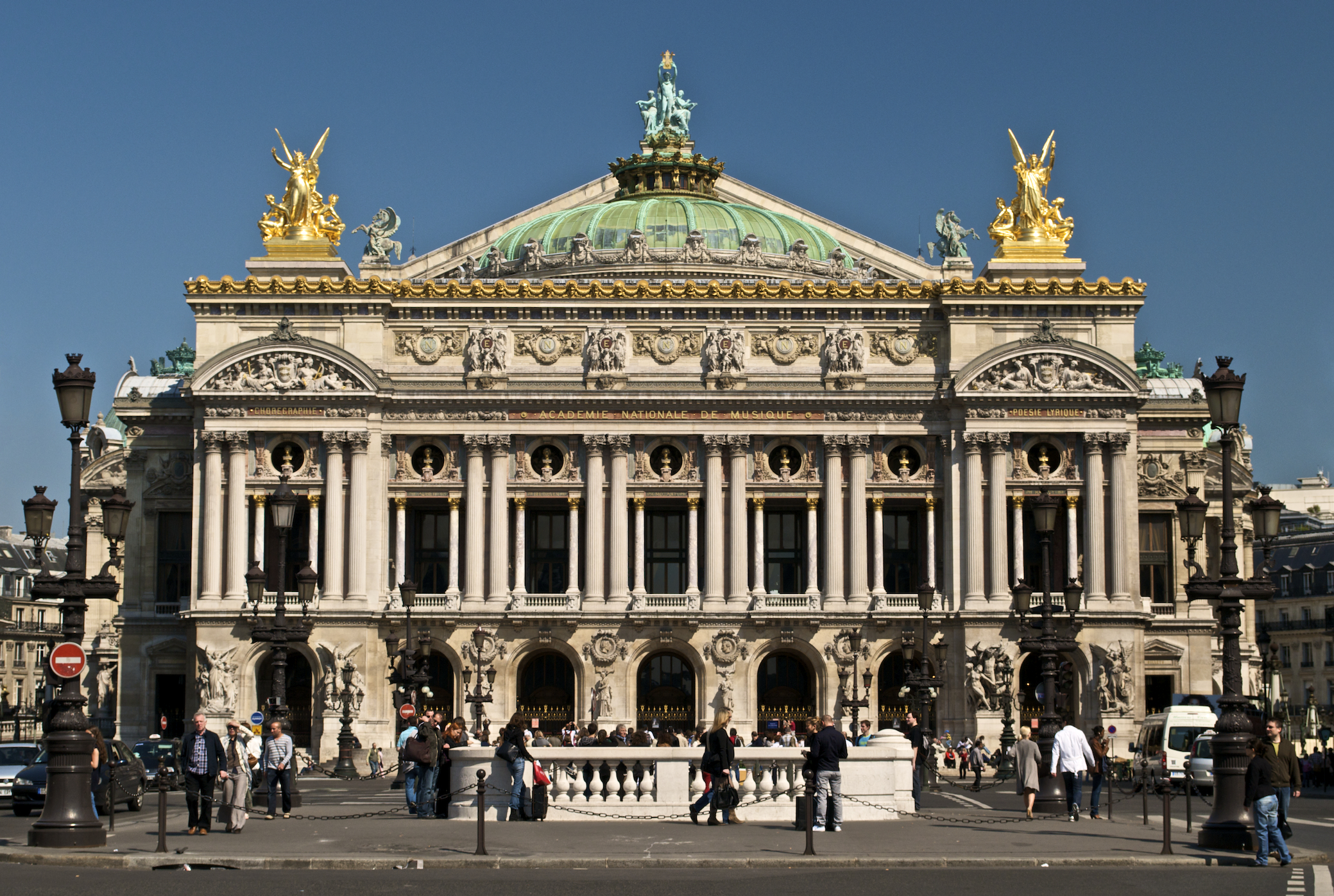
L'Opéra Garnier a Parigi, che appare nella seconda vignetta dell'album.

Mentre l'Europa occidentale è vittima di numerosi cataclismi meteorologici da diversi mesi, il professor Philip Mortimer arriva a Parigi per incontrare il suo amico meteorologo francese, il professor Labrousse. In un taxi che lo porta alla stazione di Invalides, Mortimer e l'autista assistono a un grave incidente stradale causato da una Ford Custom blu (un modello del 1957). Alla stazione di Versailles - Rive Gauche, un taxi inviato da Labrousse e guidato da un certo Ernest attende che Mortimer lo porti a casa del professor Labrousse a Jouy-en-Josas . Ma lungo la strada, i tergicristalli e poi i fari del taxi si guastano, mentre si fa buio sotto la pioggia battente, a seguito di un guasto del generatore. Un postino di nome Louis offre a Ernest di seguirlo, ma quest'ultimo finisce per confondere le luci posteriori del furgone postale con quelle della Custom blu che è inaspettatamente sulla stessa strada. Cercando di seguire la Custom che sta accelerando, il taxi finisce in uno stagno. Mentre Ernest cerca di trovare aiuto, Mortimer cade in acqua e per poco non affoga. Raggiunta la terraferma, decide di fare l'autostop riuscendo finalmente ad arrivare a destinazione. Dopo aver raccontato a Labrousse le sue disavventure, i due scienziati discutono degli ultimi eventi meteorologici. Mortimer spiega a Labrousse che visto questi disastri colpiscono solo l'Europa occidentale, si chiede se non fossero opera dell'uomo e non della natura.
Il giorno seguente, i due uomini apprendono dalla polizia che il taxi è stato trovato negli stagni di Geneste e che Ernest non è stato ritrovato. I due professori si recano quindi sulla scena dell'incidente, dove Mortimer riconosce la Custom blu di Parigi che sembra appartenere a due individui misteriosi. Una breve indagine convince Mortimer che l'incidente non ha avuto luogo negli stagni di Geneste: qualcuno ha quindi cercato di spostare il luogo dell'incidente. Alla fine scopre che il taxi è entrato nel parco del castello di Troussalet. La sera decide di introdursi nel parco e riconosce lo stagno dell'incidente, prima di essere tramortito con il gas da degli uomini mascherati.
Il giorno successivo a Parigi, presso la sede della DST (Direzione della Sorveglianza Territoriale, agenzia di spionaggio francese), il capitano Francis Blake, capo dell'MI5, aiuta il commissario divisionale Pradier a combattere contro una rete di spie straniere impiantate in Francia. Mentre esamina la posta della ditta svedese Scandinavia, il cui quartier generale parigino è diretto da un certo Per Enrik Quarnströn, nota quello che sembra un microdot nascosto nell'intestazione. Il professor Labrousse, che si è appena unito a loro, traduce il codice: il messaggio non è altro che una previsione meteorologica che prevede gravi interruzioni per le ore seguenti. Tutto ciò conferma la teoria di Mortimer. Ma il vero motivo della visita di Labrousse è quello di riferire a Blake della misteriosa scomparsa di Mortimer.
Blake e Labrousse partono per Jouy-en-Josas, passando per l'appartamento del professore situato in rue de Vaugirard . Qui incontrano il vicino svedese di Labrousse, il signor Henri, molto imbarazzato quando scopre che Labrousse crede di aver visto la sua Custom vicino agli stagni di Geneste. Arrivato a Jouy, Blake scopre che il telefono e la loro auto sono stati sabotati, che una Custom blu è parcheggiata in strada e che il signor Henri si chiama in realtà Per Henrik Quarnström. Capisce quindi che il signor Henri è a capo della rete di spionaggio e che gli uomini nella Custom faranno di tutto per impedire loro di raggiungere Parigi. Blake cerca quindi di raggiungere la stazione di Jouy ma viene notato dai due criminali, Sharkey e Freddy. Ruba il furgone postale di Louis e inizia un formidabile inseguimento tra la Ford e la Peugeot in cui si inserisce la gendarmeria. Infine, Blake prende al volo un treno per Massy-Palaiseau da dove prende la metropolitana per Parigi e riesce a seminare i suoi inseguitori. Mentre si intrufola nell'appartamento del signor Henri, scopre che quest'ultimo non è altro che il colonnello Olrik. Bloccato da Sharkey e Freddy, Blake deve la sua salvezza all'arrivo di Pradier e dei suoi uomini. I tre briganti riescono a fuggire attraverso i tetti. Al DST, Blake, Pradier e Labrousse analizzano un nuovo messaggio in codice: una nebbia fitta si diffonderà in tutta l'Europa occidentale in due giorni, il 13; questa situazione sarebbe ideale per un'invasione militare.
Nel frattempo, al castello di Troussalet, Mortimer viene presentato al professor Miloch Georgevitch che gli mostra il centro di comando di numerose stazioni meteorologiche della rete Cirrus. Miloch gli rivela quindi che questa stazione e tutte quelle della rete Cirrus hanno controllato per mesi le condizioni meteorologiche dell'Europa occidentale, spiegandone il processo. Quindi, Mortimer viene riportato nella sua cella dove deve attendere di essere trasferito alla potenza straniera che si nasconde dietro l'intero piano.
Due giorni dopo, il 13, Blake scopre finalmente che il centro della rete è il castello di Troussalet, una posizione strategica situata non lontano da numerosi centri militari e scientifici. Lungo la strada, Blake, Pradier e i suoi uomini scoprono che una fitta nebbia tossica sta coprendo il paese, rendendo tutti quelli che la respirano esilaranti. Equipaggiati con maschere antigas, si dirigono verso il castello e raggiungono il campo Satory, dove vengono affiancati dai soldati, anch'essi ben equipaggiati. Nel frattempo, Mortimer trova Ernest che era stato catturato. Insieme, fuggono e innescano accidentalmente l'autodistruzione della base. Riescono a lasciare il castello in tempo e a trovare Blake e Pradier. La stazione del castello di Troussalet, stazione centrale della rete Cirrus, esaurisce tutta la sua energia distruttiva. La nebbia scompare e l'Europa occidentale è salva. Olrik e i suoi servi vengono catturati, ma il professor Miloch è misteriosamente scomparso.

## Ambientazione

Luoghi di ambientazione del racconto
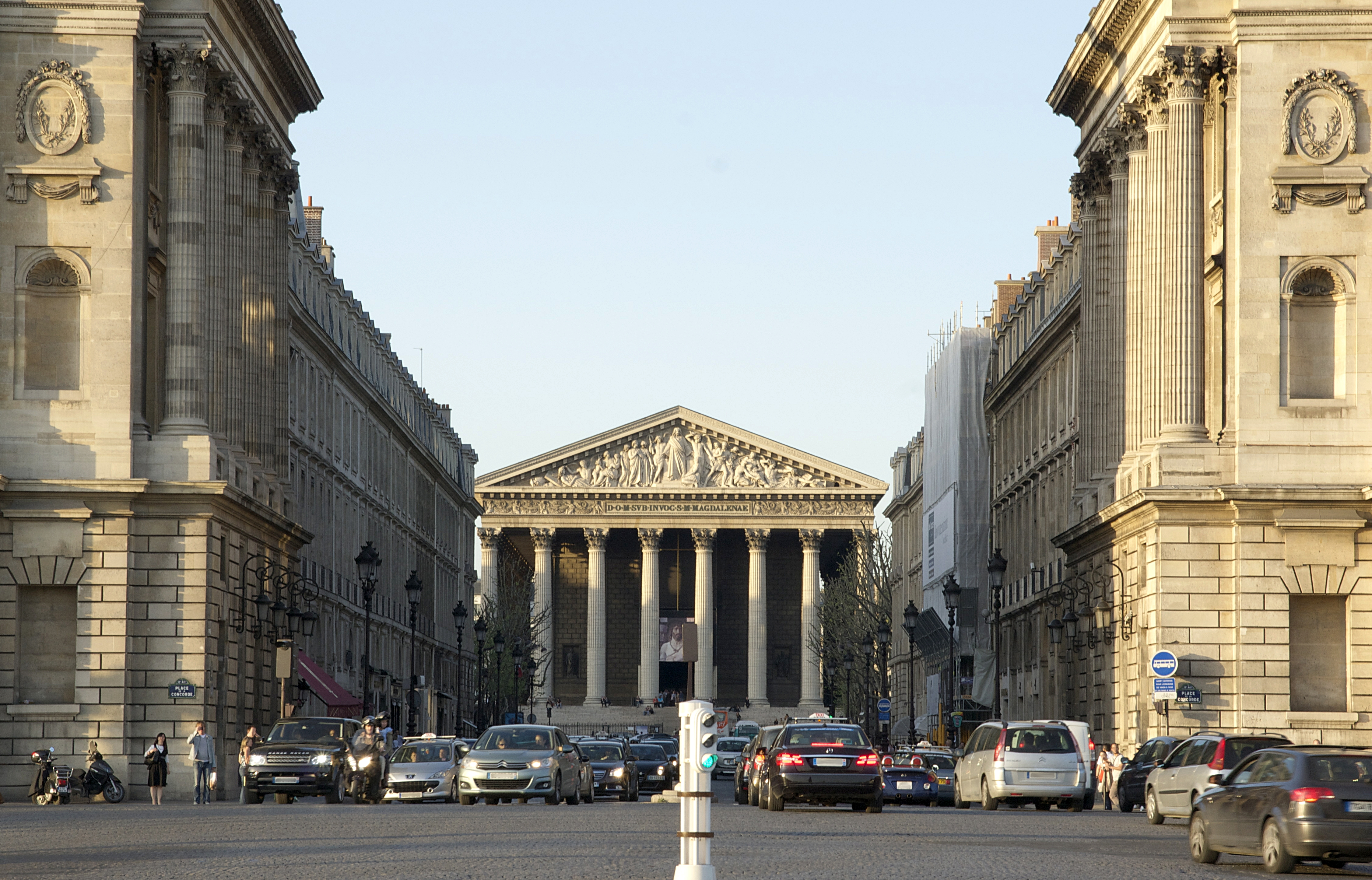
Rue Royale di fronte alla chiesa della Madeleine a Parigi
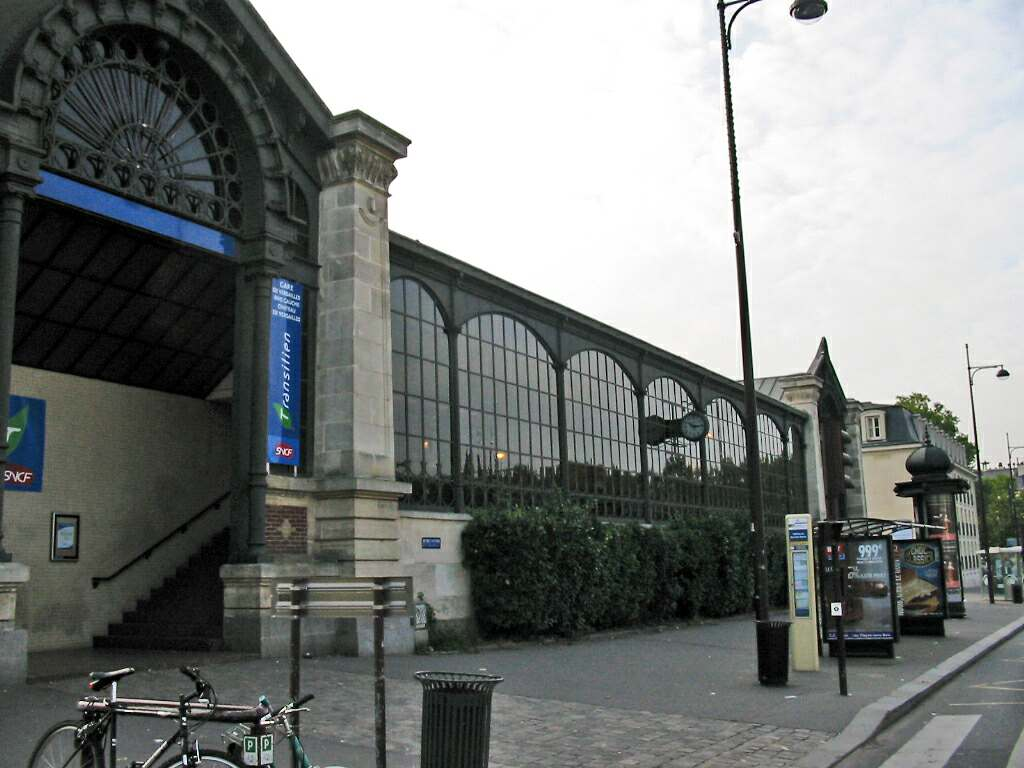
Stazione di Versailles-Château-Rive-Gauche
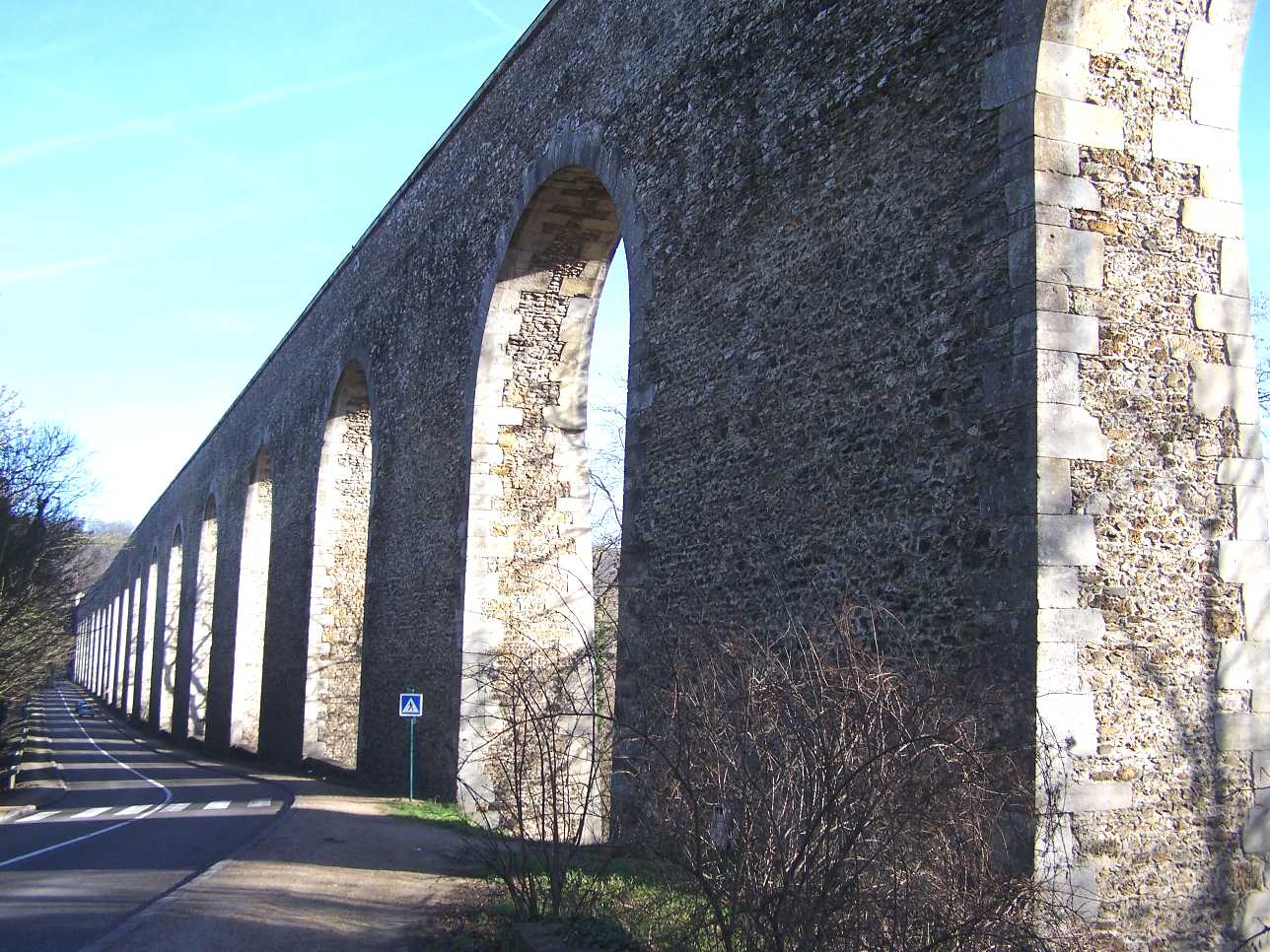
Acquedotto di Buc
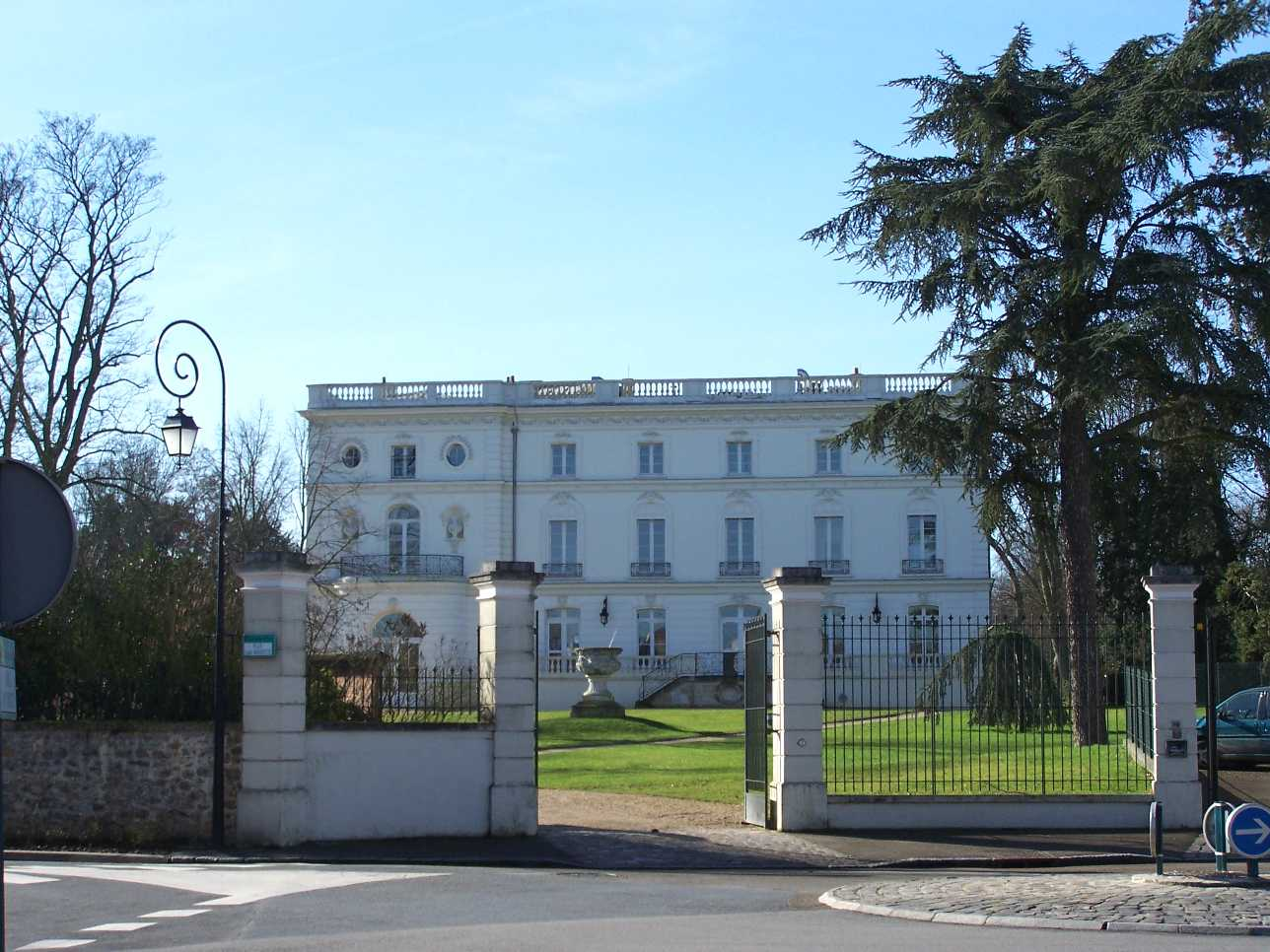
Il castello di Haut-Buc chiamato nell'album "Castello di Troussalet"
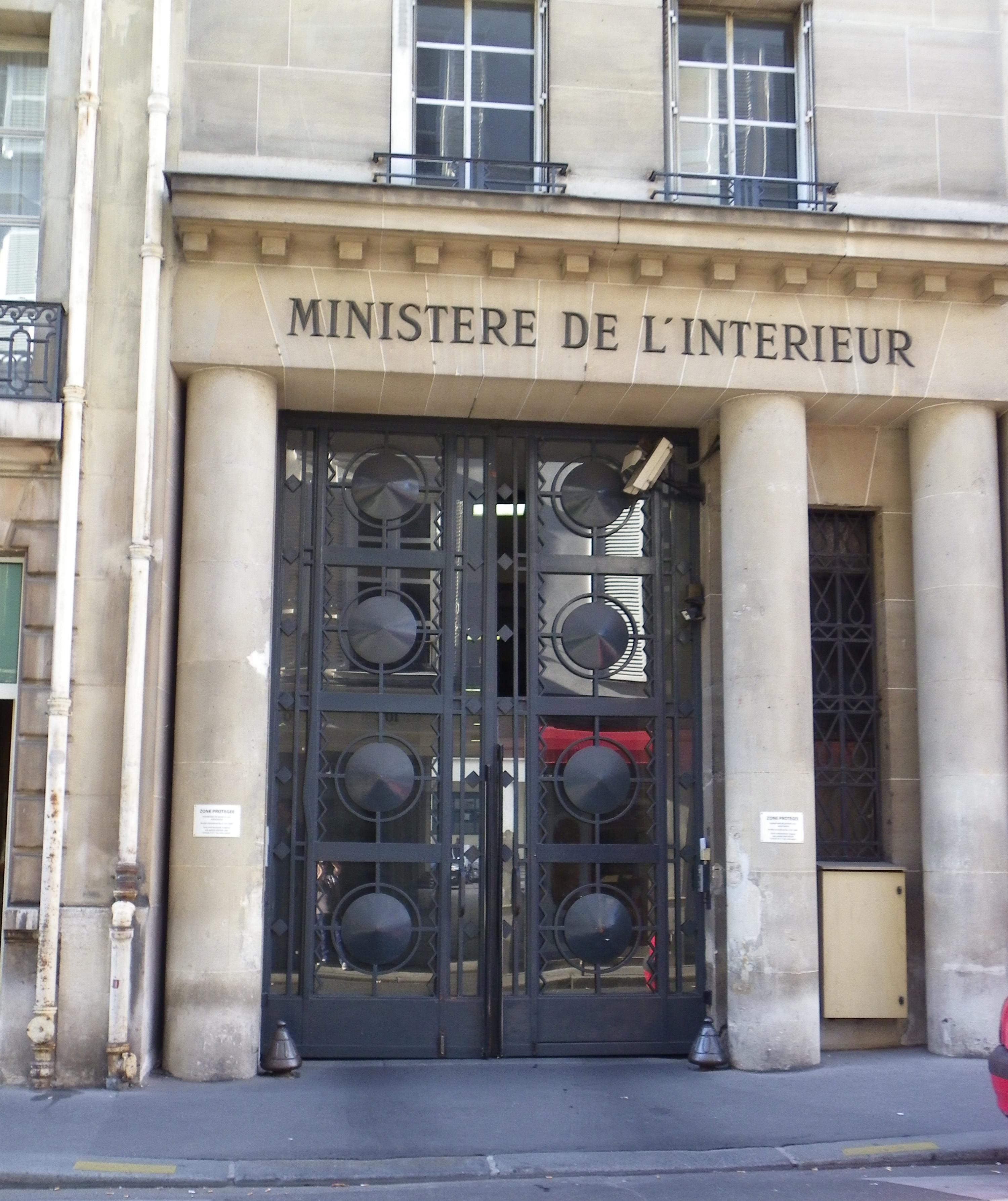
Ingresso annesso al Ministero dell'interno, rue des Saussaies a Parigi
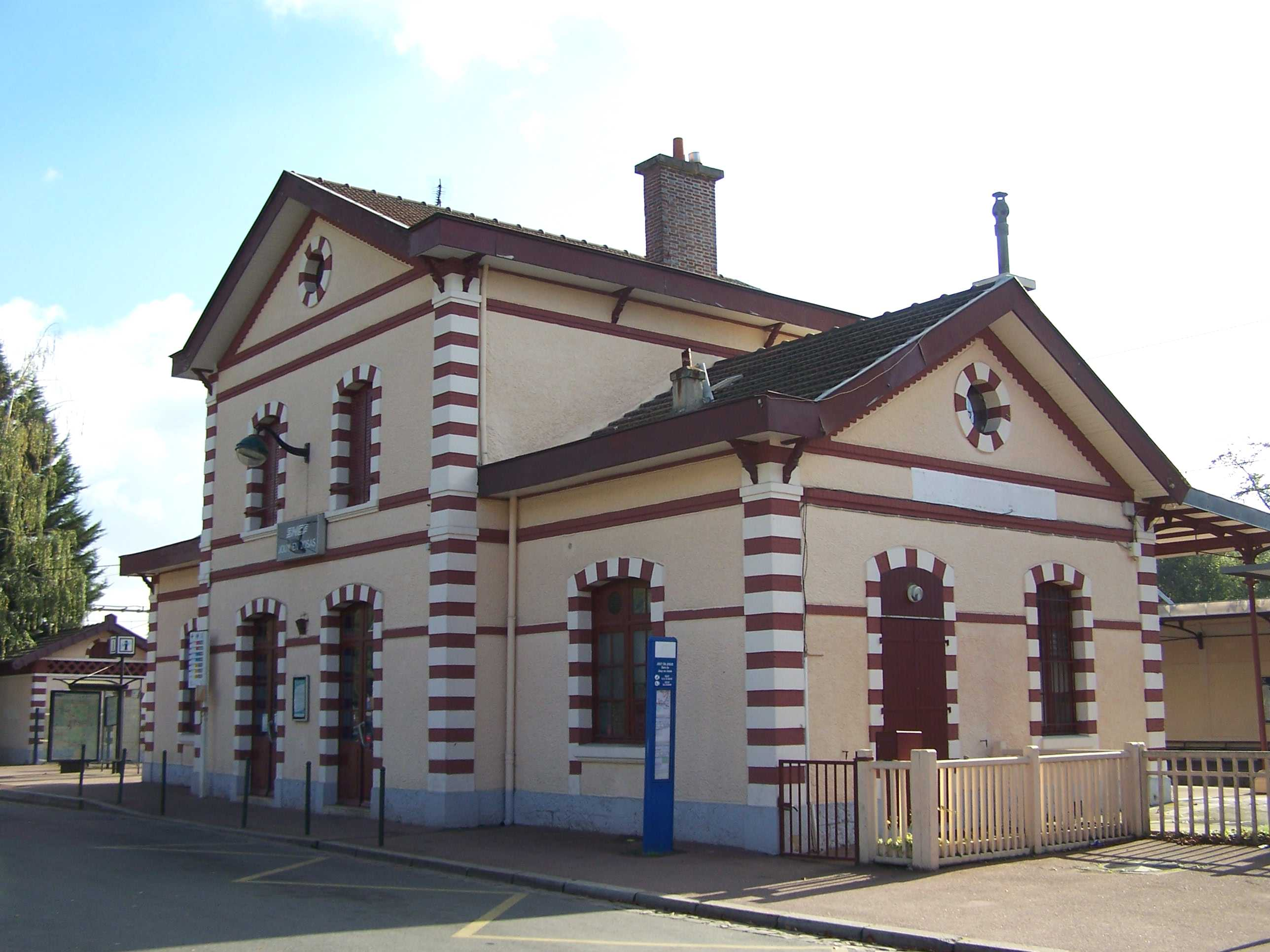
Stazione di Jouy-en-Josas
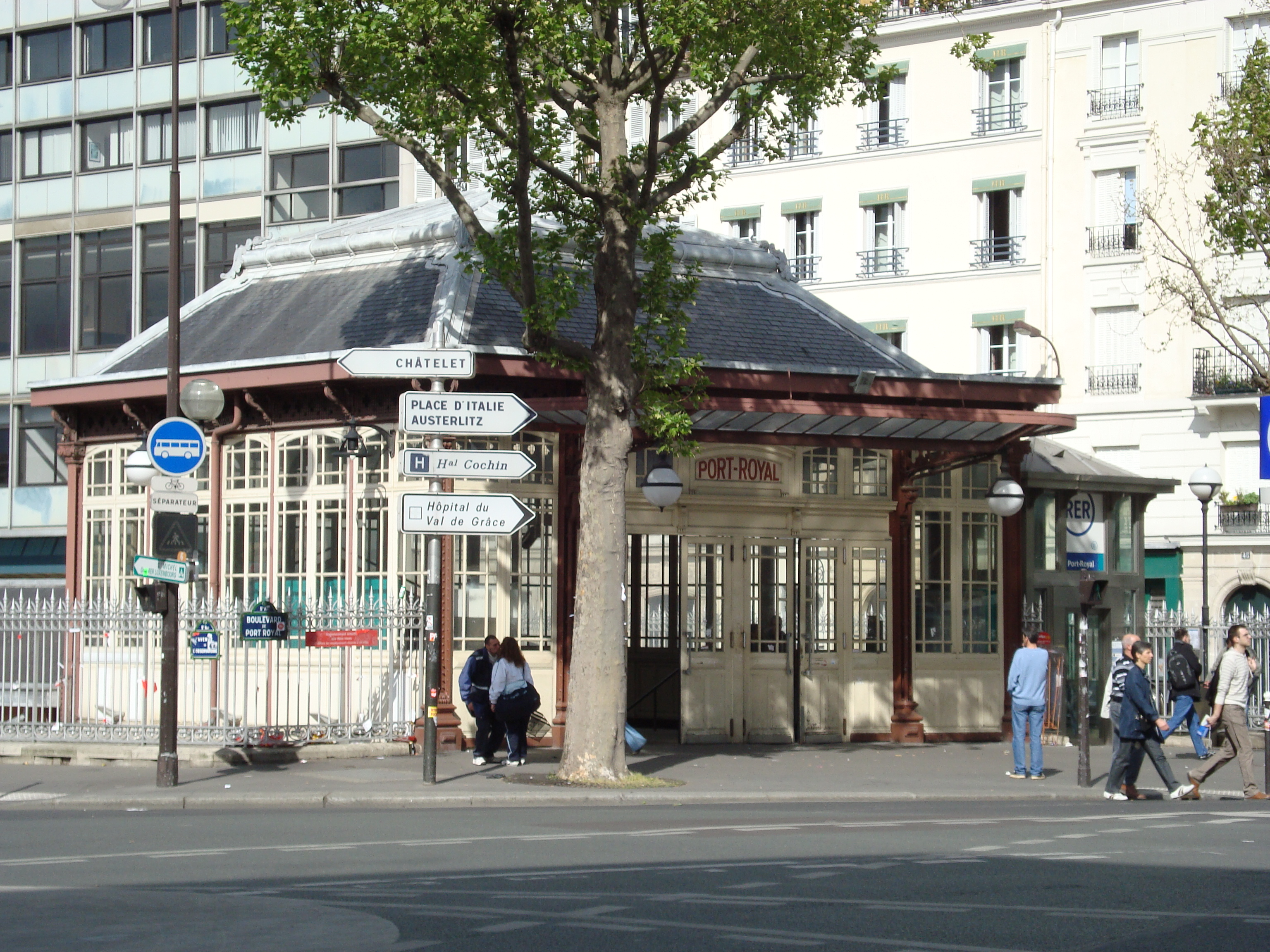
Stazione di Port-Royal a Parigi

## Analisi

### Ispirazioni
Scritto durante la guerra fredda, lo scenario di S.O.S. Meteore allude chiaramente alla situazione internazionale dell'epoca. Sebbene l'identità esatta dell'organizzazione alla quale appartiene Olrik non sia mai rivelata, molti dettagli indicano che la cospirazione è guidata dall'Unione Sovietica (URSS). Il fisico del generale, responsabile della base, si ispira a quello del politico sovietico Anastase Mikoyan. Il professor Miloch ha le caratteristiche del drammaturgo americano Arthur Miller, apparso negli anni '50 come simbolo del simpatizzante intellettuale del comunismo.
Jacobs usa nella sua storia anche una tecnica di steganografia usata dalle spie: il Microdot (inventato da Zapp ).
Nell'album, i professori Labrousse e Mortimer avvistano un fulmine globulare a Villeneuve-Minervois in Aude . Questo è il villaggio dove Edgard P. Jacobs trascorse alcuni mesi con la sua unità durante l'esodo del 1940 in Francia dal maggio all'agosto 1940.
Per quanto riguarda il fulmine globulare, esso serviva da accumulatore per il professor Miloch Georgevitch, concretizzando così le ipotesi del fisico francese Gaston Planté (quest'ultimo citato anche da questo stesso professore).

### Atmosfera
Oltre a svolgere un ruolo centrale nell'intrigo, le condizioni meteorologiche anormali contribuiscono fortemente alle atmosfere delle diverse scene della storia e all'azione, aggiungendo al tema dello spionaggio un aspetto catastrofico. Ciò riflette la paura della popolazione, molto reale all'epoca, di una minaccia meteorologica innescata da uno dei Blocchi internazionali della guerra fredda.